# Parco Tecnologico Padano

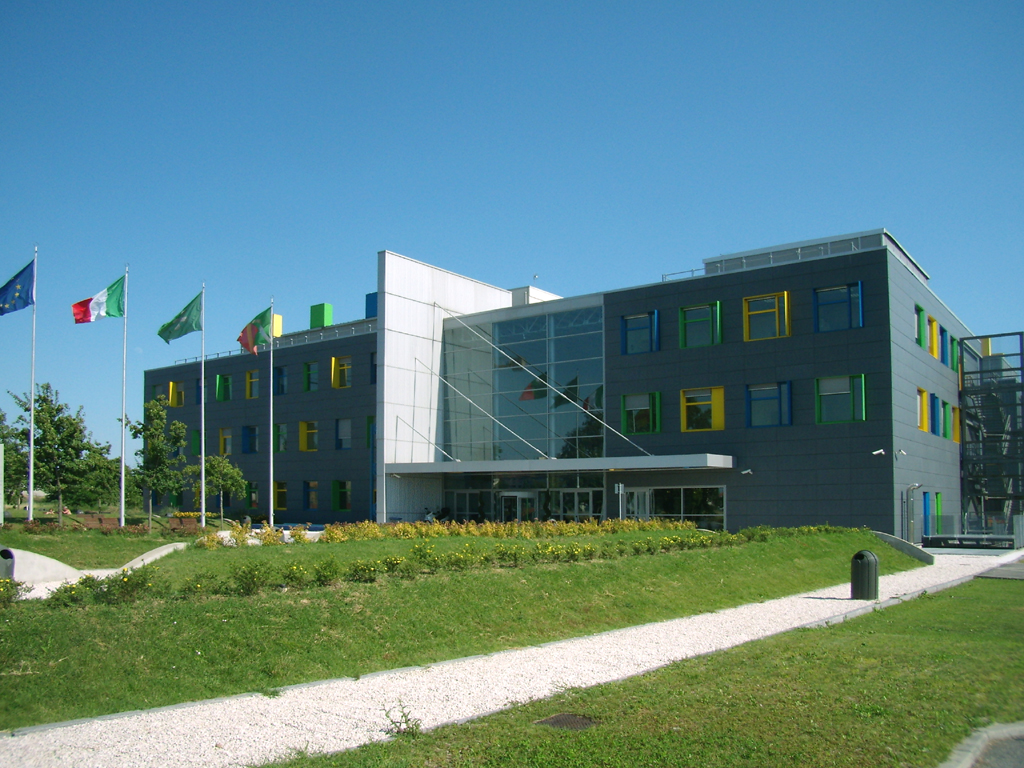
L'ingresso

Il Parco Tecnologico Padano (PTP) è un parco scientifico e tecnologico con sede a Lodi in Lombardia, che opera dal 2010 nei settori dell'agroalimentare, della bioeconomia e delle scienze della vita. Il Parco Tecnologico Padano svolge attività di ricerca mirate all'innovazione e alla creazione di valore per le filiere produttive.
PTP ha sviluppato oltre 90 progetti di ricerca e sviluppo nazionali e internazionali, tra cui 11 progetti di sequenziamento genoma, offre servizi a oltre 100 imprese e ha creato un network che si estende in oltre 40 paesi, toccando più di 500 istituzioni di ricerca e 650 imprese.
Accanto alle attività di ricerca e i servizi, PTP supporta la nascita di nuove realtà imprenditoriali attraverso il suo incubatore e acceleratore di impresa, Alimenta.

## Il campus
Il Parco Tecnologico Padano nasce a Lodi nel 2000, grazie al contributo della Regione Lombardia e degli altri enti locali, seguendo l'esempio dei grandi cluster europei. All'interno del polo tecnologico operano alcuni dipartimenti universitari, centri di ricerca privati e un acceleratore e incubatore di impresa.

### Gli enti presenti nel cluster
- Istituto Zooprofilattico Sperimentale
- Istituto "Lazzaro Spallanzani"
- Consiglio Nazionale delle Ricerche (CNR) – IBBA e ITB
- CRA – Vercelli
- Facoltà di Agraria (sei dipartimenti) - Università Statale di Milano
- Facoltà di Agraria (un dipartimento) - Università Cattolica di Milano
- I.S.U. – Istituto per i Servizi Universitari
- Ospedale per i grandi animali - Università Statale di Milano
- Centro Zootecnico Didattico Sperimentale

Il 14 dicembre 2015 viene posta la prima pietra dell'edificio che ospiterà la nuova sede della Facoltà di Medicina Veterinaria dell'Università Statale di Milano.

## La ricerca

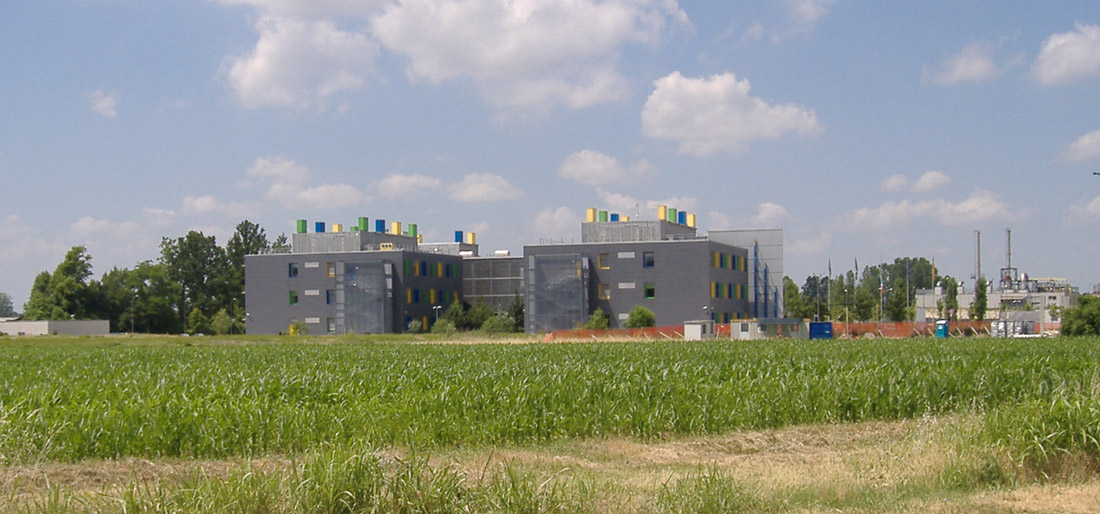
Veduta delle strutture del centro di ricerca

La ricerca del PTP si avvale di 4 laboratori specializzati che consentono un'alta integrazione tecnologica. 
- Bioinformatica
- Genomica
- Biochimica (in collaborazione con BiCT)
- Citofluorimetria (in collaborazione con Flowmetric EU)

Presso il PTP operano circa 70 ricercatori sui temi della genomica e della diagnostica molecolare per la sicurezza alimentare e la tracciabilità, il miglioramento genetico, la resistenza alle patologie e la tutela della biodiversità, fino ai più recenti relativi alla salute e alla medicina personalizzata.

## L'impresa
Nel 2007 ha aperto Alimenta, un acceleratore e incubatore d'impresa dedicato alle nuove imprese agro-alimentari e biotecnologiche. Da allora sono nate diverse realtà imprenditoriali che hanno trovato spazio presso il PTP. Nel 2015 è stato creato uno spazio di coworking per aziende e start up.

### Alcune delle imprese presenti
- BiCT
- Flowmetric EU
- Ipad Lab
- Italbugs
- Gruppo Ricicla
- ISTA
- Italbiotec
- Urbano l'Hub

## I servizi
Il PTP, grazie ai suoi laboratori specializzati, piattaforme tecnologiche di ultima generazione, offre a istituzioni e imprese servizi che spaziano dalla tracciabilità alla sicurezza alimentare, dal miglioramento genetico alle agro-energie, dalla diagnostica molecolare (attraverso il marchio DNAControllato.it) alle frontiere avanzate della nutrigenonica e della medicina traslazionale. Il PTP dispone di un portafoglio clienti di oltre 100 realtà che comprendono PMI innovative e grandi aziende del Made in Italy.

## Expo 2015
Il parco Tecnologico Padano ha svolto un ruolo importante nell'Expo 2015, con i progetti Demo Field e Dairy Farm.